# Перлювий
Перлювий — отложения терригенного (иногда крупной размерности) материала, обычно расположенные у подмываемого берега реки. Является разновидностью элювия. К перлювию относится материал, обрабатывающийся водотоком, но не смещаемый им по причине недостаточной мощности водотока. Перлювий обычно состоит только из крупных фракций пород (поскольку мелкие вымываются водотоком). Перлювий обычно слагает нижнюю часть аллювиального горизонта (русловая фация).
Кроме водотока, функцию обработки может выполнять ветер или морская вода (последняя формирует эдафогенные отложения). Среди перлювия выделяют «биотурбит» — обломки, обработанные (но не перемещённые) живыми организмами.